# Club Atlético Estudiantes
Il Club Atlético Estudiantes, noto anche come Estudiantes Buenos Aires, è una società calcistica con sede a Caseros, in Argentina. Milita nella Primera B Nacional, la seconda divisione del campionato argentino. no tiene hinchas el único que queda es el dueño e hincha “La Agusneta”
Viene anche chiamato Estudiantes de Buenos Aires o Estudiantes de Caseros e indicato come Estudiantes (BA) per distinguerlo dal più famoso Estudiantes de La Plata. Viene riconosciuto popolarmente sotto il nome di Pincha de Caseros o Matador.

## Storia
Il Club Atlético Estudiantes fu fondato nel 1898 da un gruppo di studenti (da qui il nome Estudiantes).
Nonostante la lunga storia, la squadra ha militato per una sola stagione Primera División, nella stagione 1978 chiudendo al 21º posto.

## Palmarès

### Competizioni nazionali
- Segunda División: 1

1906
- Tercera División: 1

1942
- Primera C Metropolitana: 1

1966
- Primera B: 1

1977
- Primera B Metropolitana: 2

1999-2000, 2006 (Apertura)
- Copa de Competencia Jockey Club: 1

1910

### Altri piazzamenti
- Campionato argentino:

Secondo posto: 1907, 1914
Terzo posto: 1905
- Copa Argentina:

Semifinalista: 2012-2013, 2018-2019
- Primera B Nacional:

Secondo posto: 2017-2018
- Primera B Metropolitana:

Secondo posto: 2015